# Чунчха
Чунчха (груз. ჩუნჩხა) — село в Грузии, на территории Ахалкалакского муниципалитета края (мхаре) Самцхе-Джавахети.

## География
Село находится в южной части Грузии, на левом берегу реки Паравани, на расстоянии приблизительно 8 километров (по прямой) к северо-западу от города Ахалкалаки, административного центра муниципалитета. Абсолютная высота — 1663 метра над уровнем моря.

## Население
По результатам официальной переписи населения 2014 года, в Чунчхе проживало 324 человека (170 мужчин и 154 женщины). В национальной структуре населения грузины составляли 100 %.
| Год  | Население, человек |
| ---- | ------------------ |
| 2002 | 359                |
| 2014 | ↘ 324              |